# Plat à offrandes

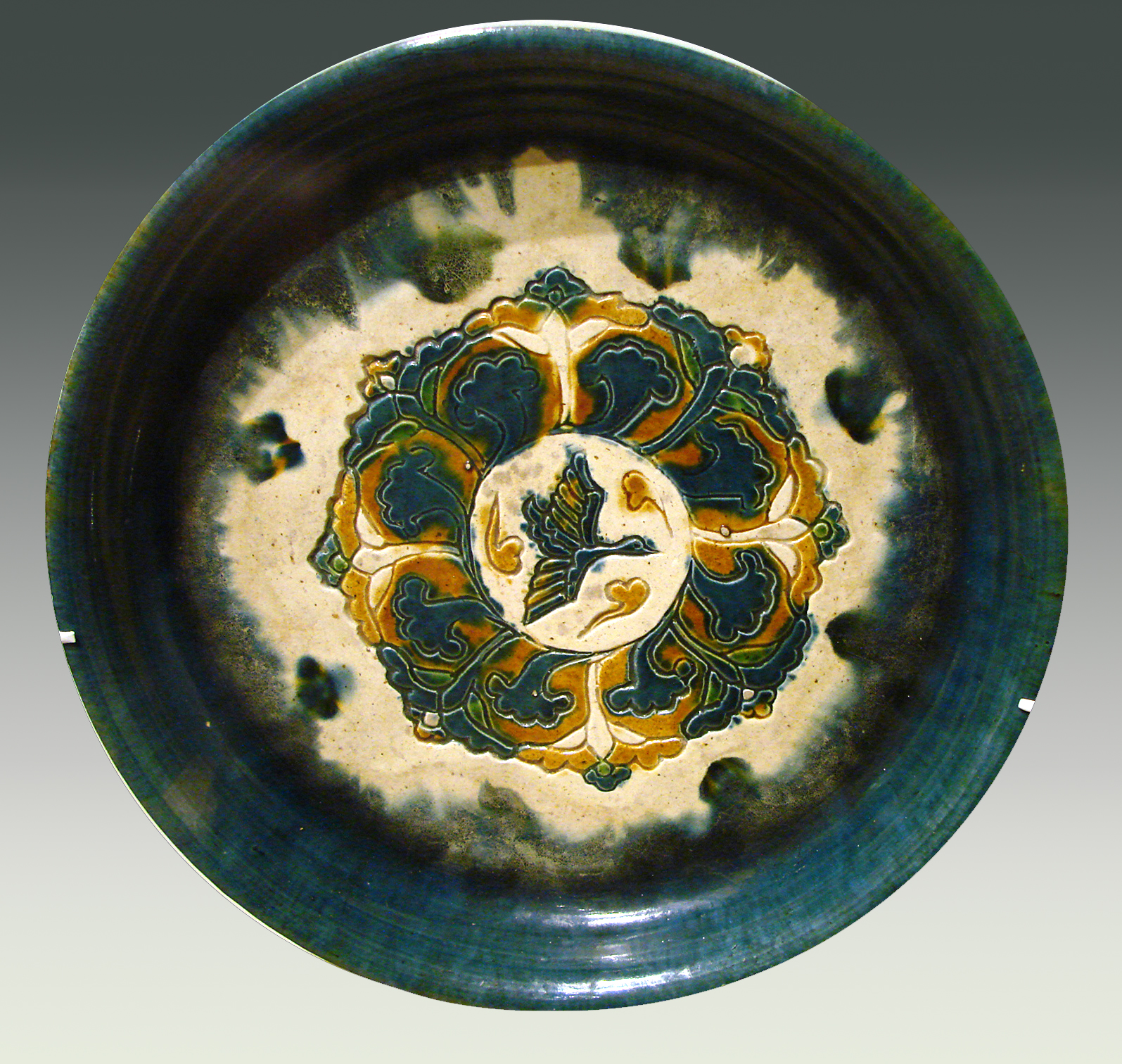
Plat à offrandes, Chine du Nord, VIIIe siècle, terre cuite à glaçure « trois couleurs » sur engobe, décor incisé. Musée Guimet, Paris.

Un plat à offrandes est un plat qui peut-être fait de terre cuite, d’étain, de laiton (alliage de cuivre et de zinc) ou de matériaux précieux tels que l'or, parfois finement orné ou gravé, et dont les usages sont multiples. Originellement utilisé pour recevoir les offrandes en pain des fidèles lors des cérémonies religieuses chrétiennes, ses usages se sont diversifiés et il peut être utilisé pour effectuer des saignées, pour les soins corporels, en cuisine, ou comme objet de décoration, voire comme gong. D'abord fabriqués au Moyen Âge, dans des régions actuellement situées en Allemagne, la production de plats à offrande s'est perpétuée à travers les siècles et s'est disséminée partout en Europe, jusqu'en Espagne et aux Pays-Bas.

## Origine
D'innombrables collections publiques conservent un ou plusieurs plats en laiton repoussé, à décor végétal, héraldique ou religieux, souvent enrichis de godrons et de poinçons. La pauvreté de leur matériau, l'apparent manque d'originalité de leur décor, et, surtout, leur omniprésence dans les musées comme sur le marché n'ont guère permis à ces objets produits en série de susciter un intérêt autre que de simple courtoisie patrimoniale. Ces plats, victime de leur banalité, sont pourtant une énigme complexe encore imparfaitement résolue.
Si le Moyen Âge a le goût de la vaisselle d'apparat et de luxe, profane ou liturgique, rares sont ceux qui ont réellement les moyens d'en posséder. Comme pour les aquamaniles, dont il existait différentes gammes — de la terre cuite la plus commune à l'or ou l'argent les plus précieux —, de grands plats ont été réalisés avec la même diversité. Le matériau le plus représentatif de ce type de fabrication à moindre coût est le laiton, alliage de cuivre et de zinc, dont les qualités de brillance — poli il donne l'illusion d'être de l'or —, de malléabilité et de coût sont idéales pour offrir une alternative économique à l'orfèvrerie.
Le lieu de production de ces plats ou bassins demeure incertain. Deux hypothèses sont actuellement considérées. La première propose une aire géographique de fabrication comprenant Nuremberg, Augsbourg, Lübeck et Brunswick. En 1302, il y avait dans cette dernière ville une Beckenwerkgaße (ruelle des ateliers de bassins). La seconde envisage que toute la production soit le fruit d'un seul et unique atelier situé à Nuremberg, entre 1420-1430 et 1550-1560. Quoi qu'il en soit, et bien que le métier de Messingschlager (batteur de laiton) ne soit par ailleurs pas inconnu, aucun élément d'archive ou d'archéologie ne permet de confirmer ou d'infirmer l'une ou l'autre hypothèse.
Cependant, l'existence d'une corporation de Rotschmieder (dinandiers) à Nuremberg, disposant notamment dans ses règlements l'interdiction de voyager, donne un indice plutôt positif. Quant aux productions à partir du XVIIe siècle et jusqu'à nos jours, elles se situent dans les Pays-Bas et l'Espagne.

## Technique
La technique mise en œuvre pour réaliser ces plats pose autant de questions que leur origine. Ainsi n'a-t-on retrouvé aucune des matrices d'estampage, assurément coûteuses à produire. De même, l'ensemble des poinçons sur l'aile et le fond qui ont été recensés compte une vingtaine de modèles pour le lys et pas moins d'une soixantaine pour la mouchette, sans que l'on puisse pour autant identifier avec certitude un atelier ou un nom d'artisan.
À l'origine simples bassins polis à l'extrême pour briller, les plats se chargent d'un décor de godrons (1400-1475), de scène d'Annonciation, de Vierge à l'Enfant (1500), de Vierge trônant (1500-1550), etc. Le décor, formé au repoussé libre aux débuts, et ensuite repoussé sur une forme en négatif, ciselé et travaillé à la bouterolle. Les inscriptions qui entourent le motif sont le plus souvent purement décoratives. Tantôt elles ne signifient rien, tantôt elles répètent, de manière mécanique, un segment de phrase plus ou moins correcte « EWAMAC DER ANNFANG DES GEBRUCHS — ADAM HAT GEBROCHEN DAS GEBOT », « VNG ROI VNGNG ROI », ou « ICHWARTONZIT » par exemple.
Ces petits fragments de textes, réalisés au repoussé dans une matrice, se suivent sans tenir compte du rythme, du sens ou même de la correcte césure d'un mot. Ils dénotent, de toute évidence, une production pouvant être largement exportée dans des contrées non germanophones.

## Usages

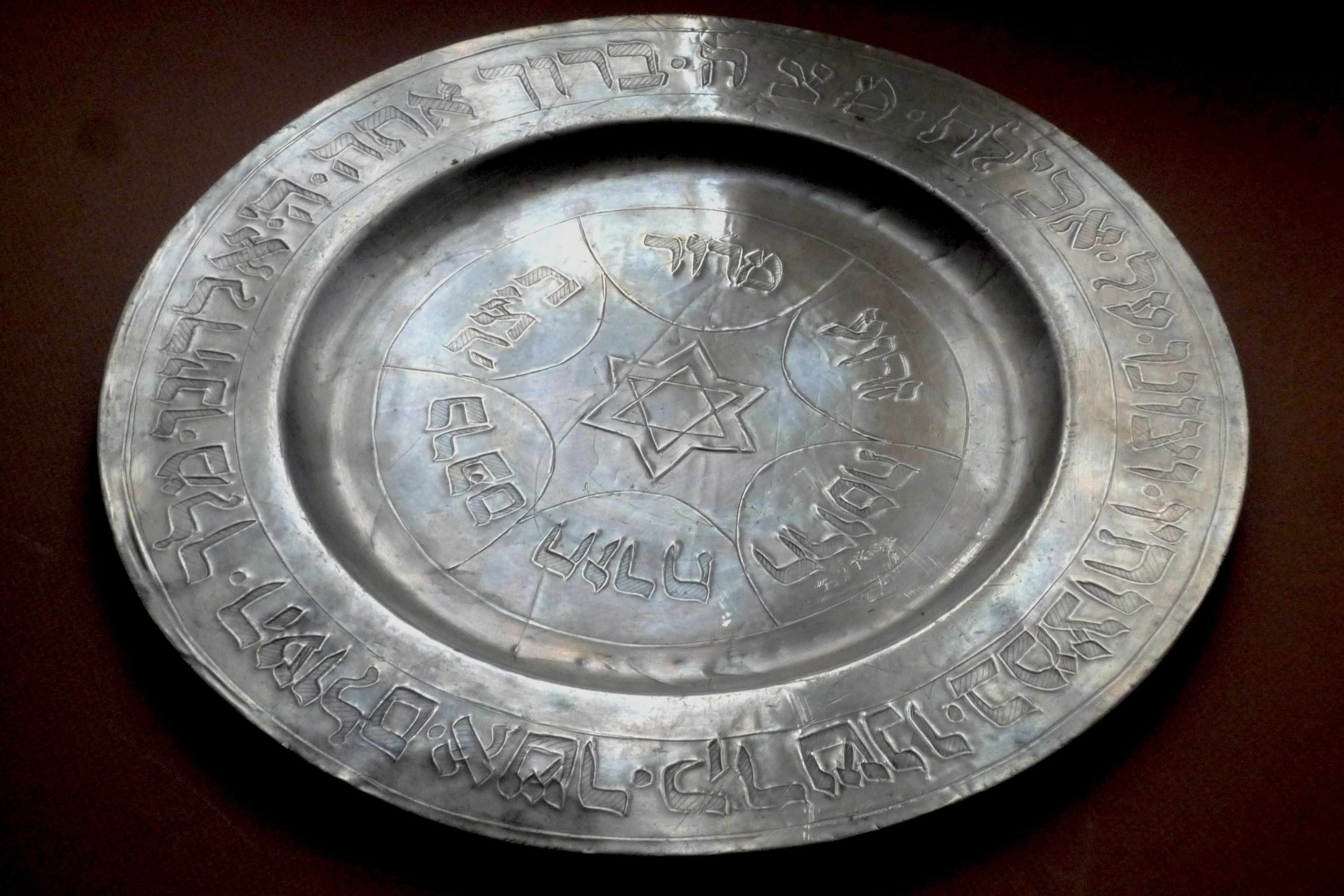
Plat en étain repoussé pour la célébration du Seder pendant la fête juive de Pessah. Vallée du Rhin, XIXe siècle

Les usages de ces plats sont extraordinairement diversifiés. Sans décor, ou du moins quand leur décor n'est pas religieux, ils peuvent servir aux saignées (Blütschüssel) ou à l'hygiène (Ghirlandaio, Naissance de saint Jean Baptiste), au lavement réel ou symbolique des mains, ou encore être utilisés comme plat de service ou d'apparat (Titien, Danae, Vienne), comme plaque de lumière, voire comme gong. Ils sont également présents dans la sphère juive, ainsi qu'en témoignent les plats portant des inscriptions en hébreu ou d'autres, plus versatiles, figurant Josué et Caleb portant la grappe de raisin (Nb 13:24). Dans un contexte chrétien, ils peuvent servir au baptême, comme celui d'un diamètre de 68 cm, à décor d'Annonciation, monté sur un piètement de bois dans la Marienkirche de Berlin[Laquelle ?]. Quant à leur usage comme plat d'offrandes, il doit être considéré dans le cadre des mutations de la communion, laquelle préfère au pain apporté par l'ensemble des fidèles des hosties, calibrées et de petites dimensions, or l'hostie artisanale de série apparaît avant le XVe siècle. Sans doute y a-t-il eu glissement progressif des pratiques, de sorte que ces plats ont pu collecter des offrandes de pain à consacrer, mais c'est davantage la quête d'argent (qui se substitue d'ailleurs au don de pain) qui semble être une des destinations principales de ces objets. Voilà pourquoi le Journal ecclésiastique de décembre 1777 emploie à leur sujet le terme d'« Offrandes » en deux sens opposés à quelques lignes d'intervalle (« Ces Plats sont trop bien distingués des Patènes par ces Auteurs, pour n'être pas destinés à des usages différens. Quoique les Fidèles ayent cessé depuis long-temps d'offrir des Hosties qui devoient servir à la communion, on ne laisse pas de voir encore dans les Paroisses de la campagne de ces anciens Plats d'Offrandes. Ils sont de cuivre communément [...] On les fait encore servir à recevoir les offrandes des Fidèles »). Certains plats présentent des usures allant jusqu'à trouer le métal, dont on imagine aisément qu'elles sont le fruit d'un frottement métal contre métal, et non pain contre métal, mais aussi trois trous sur l'aile, permettant de les suspendre horizontalement, mettant ainsi une distance convenable entre la main du quêteur et le plat.